# La montagna di luce (film 1965)
La montagna di luce è un film del 1965, diretto da Umberto Lenzi tratto dall'omonimo romanzo di Emilio Salgari.

## Trama
Sirdar, rajah del Punjab, è deciso ad entrare in possesso del diamante detto "la montagna di luce" che brilla sulla fronte della statua di un dio locale, Dharma Raja. Cerca quindi di incaricare l'avventuriero Allan Foster e lo fa facendolo perdere al gioco e chiedendo di sdebitarsi con il furto del diamante. Foster riesce a scappare e incappa nel fachiro Sitama, che si rivela alquanto abile nel furto e nell'illusionismo. Durante un viaggio per riparare nel protettorato inglese di Calcutta, Foster chiede a Sitama cosa sia "la montagna di luce" e gli viene rivelata la vera natura della pietra preziosa, quindi progetta un furto calandosi dalla cupola del tempio dove è custodito. Il furto riesce e Foster fugge con Sitama ma quest'ultimo, dopo essere caduto in una buca, viene lasciato al suo destino. Foster cerca quindi di riparare in un luogo sicuro ma viene inseguito da Sitama. Riesce a salvarsi grazie a Lilamani, una danzatrice che aveva salvato da Sirdar e che si innamora di lui, ma, proprio sul confine, Foster viene catturato da Sitama e da Sirdar che alla fine prende possesso del diamante e fa condannare Foster e Lilamani. Foster riesce a sfuggire e la sera va a recuperare il diamante ma Sirdar gli rivela che in realtà ha ricevuto un falso in quanto Sitama, nel consegnarglielo, lo aveva sostituito. Tuttavia Sitama viene dato per morto per cui si è portato via il segreto del nascondiglio. Foster però non crede a questo particolare e va a cercare dove sia sepolto Sitama trovandolo ancora intatto e non mangiato dagli avvoltoi. Comprende quindi che Sitama ha usato un trucco e al risveglio di Sitama recupera il diamante. Tuttavia Lilamani non vuole fuggire con lui ma pretende che il diamante sia restituito al dio perché si dice che porti sfortuna. Il diamante viene, quindi, riposto nel tempio e Foster riceve tutti gli onori, anche se in realtà in vero diamante troverà l'eterno riposo sulla corona inglese.